# Zell Miller
Zell Bryan Miller, född 24 februari 1932 i Young Harris i Georgia, död 23 mars 2018 i Young Harris, var en amerikansk politiker. Han var en konservativ demokrat som stödde republikanernas kandidat George W. Bush i presidentvalet i USA 2004. Han sammanfattade sin konservativa kritik mot demokraternas linje i boken A National Party No More: The Conscience of a Conservative Democrat (2003).
Miller var viceguvernör i Georgia 1975–1990, delstatens guvernör 1991–1999 och senator för Georgia 2000–2005.

## Biografi
Zell Miller meddelade 1991 att han skulle stödja Bill Clinton i presidentvalet i USA 1992. På demokraternas partikonvent 1992 kritiserade han både presidenten George H.W. Bush och vicepresidenten Dan Quayle.  Om Quayle sade Miller: "Not all of us can be born rich, handsome and lucky, and that's why we have a Democratic Party". ("Inte alla av oss kan födas rika, snygga och tursamma och det är därför vi har ett demokratiskt parti".)
På republikanernas partikonvent 2004 kritiserade Miller de av sina demokratiska partikamrater som han uppfattade som alltför liberala: "No pair has been more wrong, more loudly, more often than the two senators from Massachusetts - Ted Kennedy and John Kerry". ("Inget par har haft fel så mycket, så högljutt, så ofta som de två senatorerna från Massachusetts - Ted Kennedy och John Kerry".)
Med sitt tal på republikanernas partikonvent lyckades han åstadkomma att ha varit keynote speaker (inledningsanförande) på båda stora partiernas partikonvent.